# Офицер
Офице́р (нем. Offizier, через позднелатинское officiarius — должностное лицо, от лат. officium — должность) — командир, лицо, занимающее командную или военно-административную должность в вооруженных силах, силовых структурах государства, а также в военизированных организациях, являющееся более или менее самостоятельным начальником в бою и руководителем обучения войск вне боя. Офицер имеет присвоенное ему воинское или специальное звание, форму одежды и знаки различия.
Впервые слово «офицер» встречается в 1573 и означает всякое лицо, занимавшее государственную должность; к концу XVI века во Франции название «офицер» стали присваивать только войсковым начальникам. Офицеры появились с увеличением армии и появлением необходимости для командующих отрядами, проявления хотя бы некоторой инициативы, а не только передачи приказания верховного командования подкомандной массе.

## История
В Средние века в войсках и флотах существовала субординация, но это почти не регулировалось законодательно. Со времён вербовочных войск офицеры стали выделяться в отдельное военное сословие. Так, в Западной Европе офицерские чины (должности-звания) появились в 1570-х годах.
В постоянных армиях появилась иерархия офицерских чинов — полковников, капитанов, лейтенантов. Каждый из них мог более или менее самостоятельно руководить подчинёнными в бою, а в мирное время обучать их военному делу.
В разных государствах и странах офицерские должности замещали по-разному: выбирали заместителя из нижних чинов или вербовщиков полка, продавали офицерские патенты. Позднее офицеров стали назначать королевским указом. Но вне зависимости от порядка замещения возник новый исторический феномен: армейские командиры и начальники стали составлять отдельное сообщество.

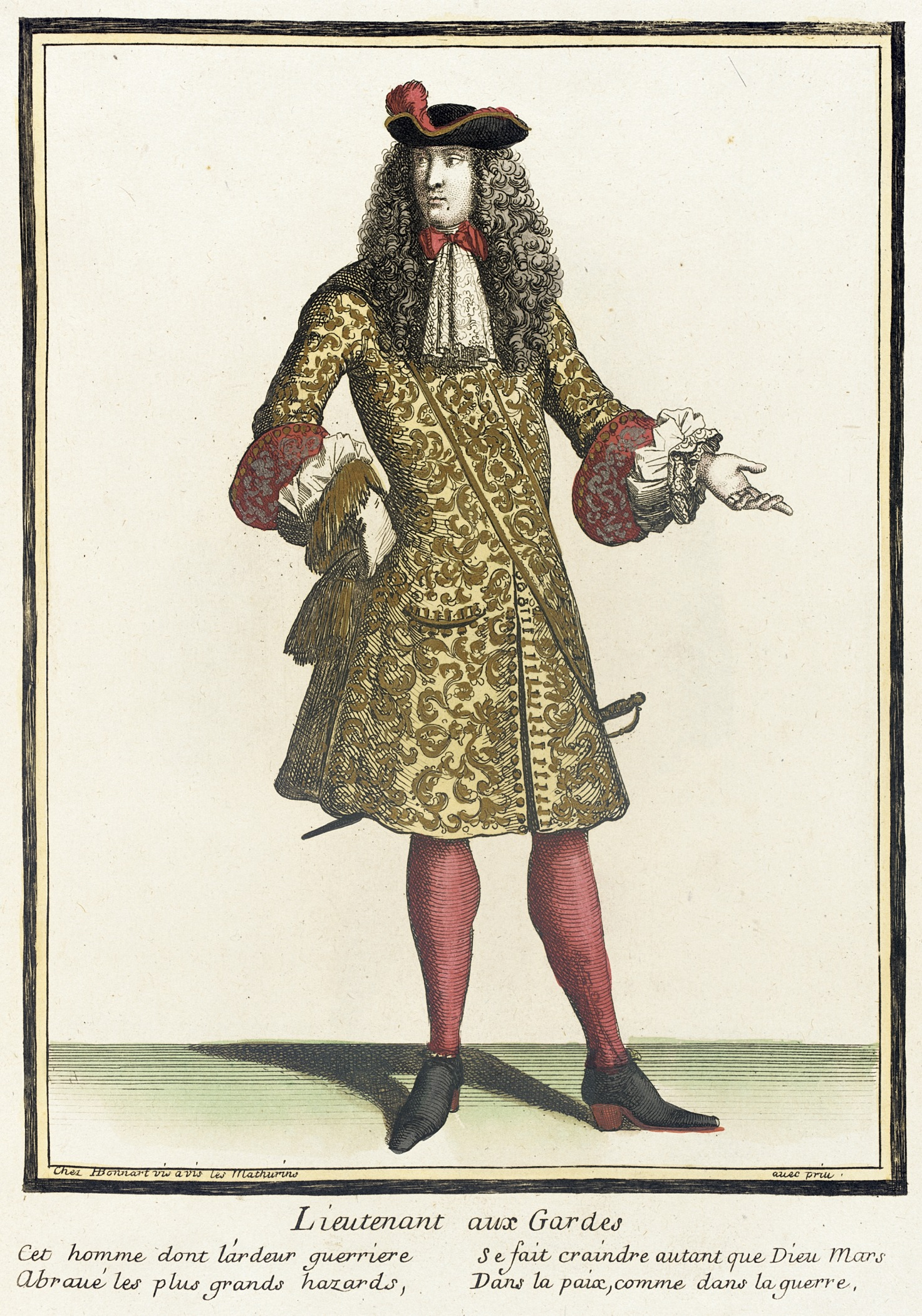
Лейтенант французской гвардии, конец XVII века

По мере того, как постоянная наемная армия в Западной Европе заменяла собой рыцарское ополчение, ее ряды все в большей степени пополнялись дворянами-рыцарями, для которых военное дело было сословным призванием. Рыцарство, таким образом, как бы преобразовалось в офицерство, унаследовав рыцарские традиции и психологию.
Большинство дворян должно было, однако, начинать службу рядовыми и стараться заслужить первое офицерское звание на поле сражения. Продолжительный мир, наступивший после Тридцатилетней войны, затруднил производство в офицеры, и тогда вместо производства за отличия было введено производство по старшинству. В результате, молодые знатные дворяне для выигрыша времени стали определяться на службу в отроческом возрасте как кадеты (cadet — во Франции младший сын в дворянском семействе); в некоторых случаях — даже в колыбели. Чтобы избавить молодых дворян от службы в строю, и дать им приличествующее образование, с XVII века стали учреждать для них специальные военные учебные заведения. Поначалу те были, в основном, общеобразовательными, и только офицерам артиллерии и инженерных войск давались специальные знания. К концу XVIII века программы военных учебных заведений стали расширяться и к изучавшимся до того артиллерии, и фортификации из военных предметов прибавилась тактика.
Великая французская революция, разрушившая все сословные перегородки, устранила их и в армии, которая сама путем выборов быстро создала новый корпус офицеров, блестяще проявивший себя в войсках Первой республики и Первой империи. Но сословный принцип, временно поколебленный французской революцией, удержался, однако, в большинстве европейских армий. Лишь к концу XIX века там наметилась тенденция к открытию доступа в офицеры недворянам.

## Офицеры в России

### Русское царство

Командир (офицер) Русского войска, в 1577 году.

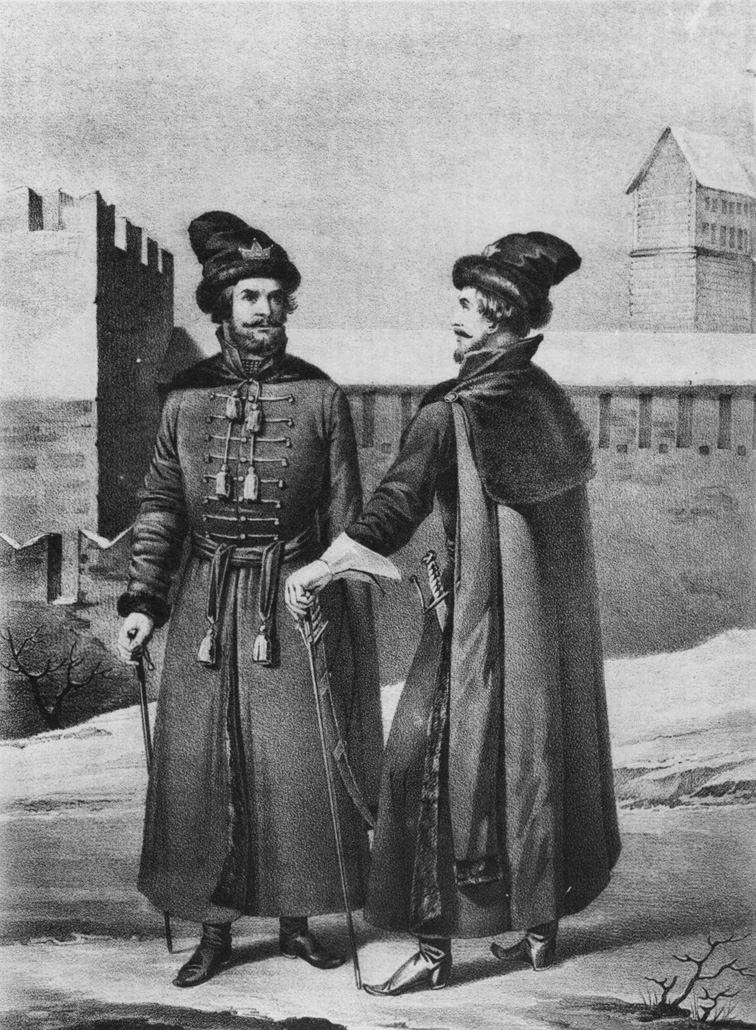
Начальные люди (Головы) или офицеры Московских Стрелецких полков. Видны трости.

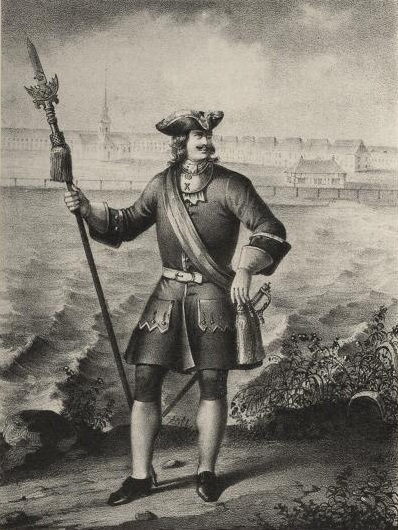
Офицер пехотного полка с 1700 по 1732 год

У стрельцов, появившихся в XVII веке, которые составляли постоянное войско России, имелась однообразная форма обмундирования, а начальные люди (начальствующие лица) имели кожаные рукавицы и посохи, служившие в то время вообще знаком власти.
В русском войске офицеры впервые появились в 1630-х гг. в полках нового строя, с привлечением (наймом) иностранных командиров (начальников), на Руси назывались начальными людьми. После Нарвской конфузии Пётр I сделал упор на подготовку национальных командных кадров (офицерский корпус). Офицерский корпус стал формироваться из представителей дворянского сословия. Отличием унтер-офицеров от других военнослужащих служил золотой галун на обшлагах кафтана и полях шляпы. Таким же галуном обшивались борты и карманы кафтанов и камзолов у офицеров, отличием которых еще служили золоченые пуговицы, белый галстук и при парадной форме обмундирования белый с красным плюмаж на шляпе. В строю офицеры надевали еще особый металлический знак, который носился на шее и был похож на сохраненный до 1917 года в бывших потешных полках и бомбардирской роте. Шарфы, носимые через плечо, служили для отличия штаб- от обер-офицеров: у первых кисти были золотые, у вторых серебряные. Напудренные парики надевались только офицерами и то лишь при парадной форме обмундирования.

### Имперский период

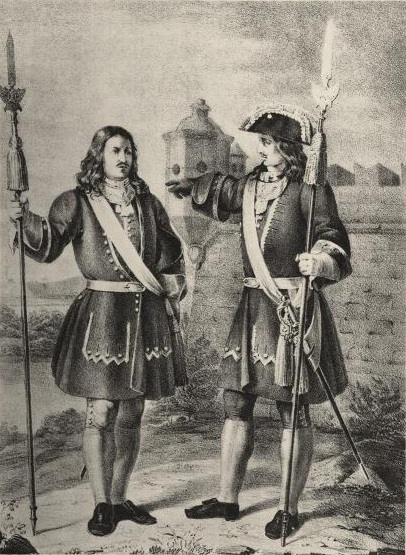
Обер-офицер и штаб-офицер Преображенского лейб-гвардии полка с 1700 по 1732 год

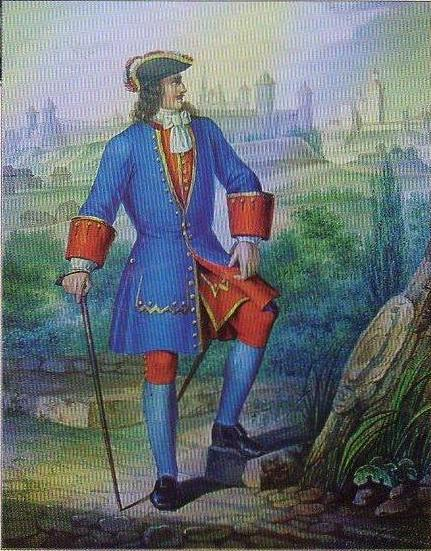
Офицер Семёновского лейб-гвардии полка с 1700 по 1720 год

При формировании Петром I регулярной армии основная часть ее офицеров была произведена непосредственно из дворян после кратковременного обучения (некоторые были произведены из солдат бывших полков нового строя и первых регулярных полков). В первые годы Северной войны в офицеры производили из солдат и унтер-офицеров любого происхождения. Затем офицерский корпус стал комплектоваться тремя основными способами: производством из солдат и унтер-офицеров, выпускниками военно-учебных заведений и переходом офицеров на русскую службу из иностранных армий.
Указом от 26 февраля 1714 года Пётр I запретил производить в офицеры тех дворян, «которые с фундамента солдатского дела не знают» и не служили солдатами в гвардии. Так гвардия надолго сделалась кузницей офицерских кадров для всей российской армии. Гвардейские унтер-офицеры производились в офицеры армии (над которой у гвардии было преимущество в два чина) нередко сразу через один-два чина — не только прапорщиками, но и подпоручиками и даже поручиками.
С введением табели о рангах, обладание даже самым нижним обер-офицерским чином (14 класс) давало право на потомственное дворянство, для гражданских чинов требовалось дойти до 8 класса. Впоследствии (1845 год) из-за обесценивания чинов был объявлен указ «О порядке приобретения дворянства службою», согласно обладание нижним обер-офицерским чином (14 класс) давало право только на личное дворянство, а для получение потомственного дворянства требовалось достичь первого штаб-офицерского чина 8 класса (на тот момент майора); по-превжнему требования для офицеров были ниже, чем для гражданских чинов.
В середине XVIII века среди высшей части дворянства распространилась практика записывать своих детей в полки солдатами в очень раннем возрасте и даже с рождения, что позволяло им к моменту поступления на фактическую службу быть не рядовыми, а иметь уже унтер-офицерский и даже офицерский чин.
К концу XVIII века дворяне поступали на службу в войска сразу унтер-офицерами (первые 3 месяца они должны были служить рядовыми, но в унтер-офицерском мундире), затем они производились в подпрапорщики (юнкера) и далее — в портупей-прапорщики (портупей-юнкера, а в кавалерии — эстандарт-юнкера и фанен-юнкера), после чего производились уже в первый офицерский чин. На офицерскую вакансию командир полка обычно представлял старшего по службе из унтер-офицеров — дворян, прослужившего не менее 3 лет. Недворяне могли стать офицерами только за особые заслуги, если имели чин фельдфебеля (вахмистра). Павел I в 1798 году запретил производить в офицеры лиц недворянского происхождения, но уже в следующем году этот запрет был отменён.
«Образ нашей жизни офицерской после восшествия на престол императора Павла совсем переменился, — вспоминал граф Е. Ф. Комаровский; — при императрице Екатерине II мы помышляли только, чтобы ездить в общество, театры, ходить во фраках, а теперь с утра до вечера на полковом дворе; и учили нас всех, как рекрут».

Под опасением дурной отметки по кондуиту и даже, быть может, исключением из службы за неряшество, по прибытии в полк предстояла необходимость шить новую мундирную пару из лучшего сукна, купить или выписать шарф, вытишкеты, эполеты и темляк — по крайней мере мишурные, кивер и шпагу — одной формы с прочими офицерами своего полка. Без сюртука тоже нельзя обойтись офицеру и тёплой шинели (на вате) для зимы. Нужна кое-какая столовая посуда, постелишка, прибавить рубах, нельзя обойтись без полотенцу, носовых платков… На все это требовалось денег, больше годового прапорщичьего жалования, которого в то время он получал 450 рублей ассигнациями… Многие бедняки долго, по несколько лет, не могли выйти из долгу — или по займу у своего полкового командира, или выпрашивая своё жалование у полкового казначея вперед за треть года, чтобы рассчитаться с одним, крайне докучливым кредитором. «На брюхе шелк, а в брюхе — щелк» — никому более не приходится так истину, как пехотному субалтерн-офицеру, который содержит себя одним жалованием.
— Е. И. Топчиев, мемуары.

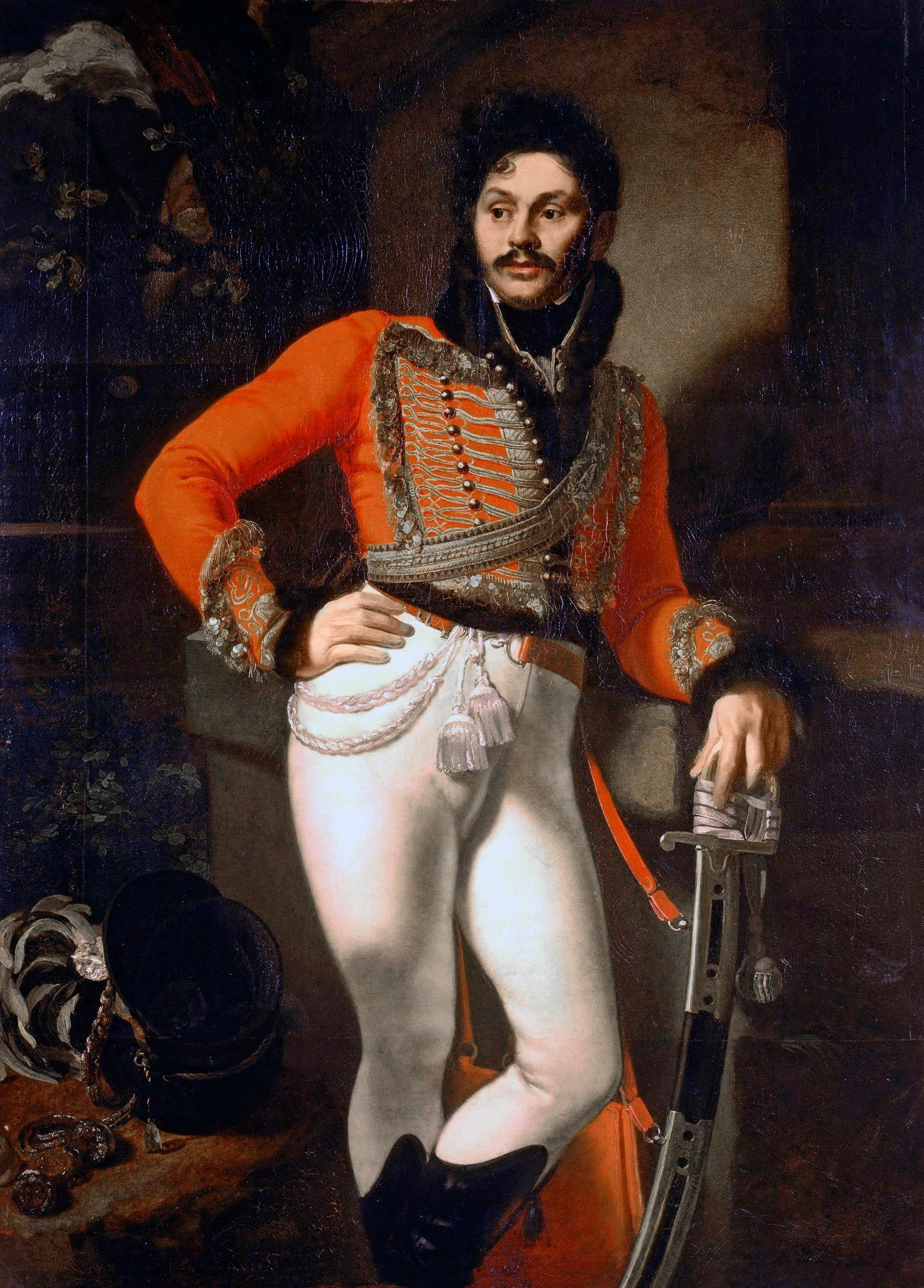
«Портрет лейб-гусарского полковника Евграфа Владимировича Давыдова»
О. Кипренский, 1812

В начале XIX века с увеличением количества военно-учебных заведений значение этого источника комплектования возросло, но всё равно выпускники учебных заведений составляли менее четверти ежегодного пополнения офицерского состава. Присвоение офицерского чина выпускникам военно-учебных заведений сразу после окончания обучения утвердилось в России далеко не сразу. Выпускники первых военных учебных заведений (артиллерийских, инженерных, морских) зачислялись в войска унтер-офицерами, но производились в офицеры в первую очередь. Офицерами стали выпускать только воспитанников созданного в 1732 году Сухопутного кадетского корпуса, но и то не всех: часть выпускалась прапорщиками, часть — унтер-офицерами, зато лучшие из них получали сразу чин подпоручика и даже поручика. В начале XIX века кадетские корпуса и училища в основном выпускали с правами на производство, а не офицерами (это не относилось к Пажескому корпусу, все воспитанники которого выпускались офицерами). Но выпускники военно-учебных заведений производились в офицеры обычно уже через несколько месяцев после прибытия в войска. Производить всех выпускников кадетских корпусов и училищ в офицеры сразу при выпуске стали лишь в 1830 году (но и тогда худшие по успехам в учёбе воспитанники специальных училищ стали выпускаться в войска унтер-офицерами, а не офицерами). Выпускники военно-учебных заведений начинали службы в разных чинах, в зависимости от успехов в учебе (по разрядам). Лишь в 1885 году было установлено, что все выпускники военно-учебных заведений должны начинать службу с одного и того же первого офицерского чина — подпоручика (корнета). В 1860-е годы были проведены реформы в области военного образования, суть которых состояла в отделении общеобразовательного курса в военно-учебных заведениях от военно-специального и соответствующем разделении кадетских корпусов на военные гимназии (с 1882 года — кадетские корпуса) и военные училища. Было признано необходимым производить в офицеры только получивших специальное военное образование, для чего всех, кто ранее получал офицерский чин непосредственно в частях после определенного срока выслуги, обязали проходить курс обучения в особых училищах с облегченной программой, получившие названия юнкерских. К началу XX века фактически прекратилось производство в офицеры иначе, как при выпуске из военного училища.
В течение XVIII и первой половины XIX веков офицерство в России не только было частью дворянского сословия, но и было наиболее привилегированной и престижной частью этого сословия, стоя выше любой другой социально-профессиональной группы населения в стране. И вряд ли случайно, что именно этот период ознаменован самыми славными победами русского оружия, именно за это время Россия раздвинула свои границы в Европе предельно далеко (какими они и оставались с тех пор до конца её существования), и именно в то время она была сильнейшей державой мира, занимая в нём такое положение, какое не занимала никогда ни в прошлом, ни в будущем. Вторая половина XVIII и первая половина XIX столетий поистине были «золотым веком» русской государственности.
Офицеры в ВС России делились на три категории:
- генералы;
- штаб-офицеры (от нем. Stabsoffizier) — старшие офицерские чины в вооружённых силах Российской империи (русской армии и на флоте) до 1917 года, в общем соответствовавших VI—VIII классам Табели о рангах, то есть майору, подполковнику и полковнику. Офицеры в этих чинах составляли в XVIII веке штаб полка, что определило их общее название. Штаб-офицеры имели право на обращение «ваше высокоблагородие»;
- обер-офицеры — (от нем. Oberoffizier) — наименование низшей категории офицерских чинов вооружённых силах Российской империи (русской армии и на флоте) до 1917 г., соответствовавших IX—XIV классам Табели о рангах, от прапорщика/корнета до капитана/ротмистра.

Было и более узкое толкование слова «офицер» — штаб- и обер-офицеры (не генералы).
Главное назначение офицеров было — строевая служба, но нередко, замещали и такие должности, которые имели исключительно административный характер.
Также были в вооружённых силах Российской империи:
- Унтер-офицер (от нем. Unteroffizier — младший офицер) — воинское звание и категория младшего командного, начальствующего состава в вооружённых силах (ВС) разных стран.
- Офицер Генерального штаба — чин офицера, в последней трети XIX века — начале XX века, как правило, получивший высшее военное образование в академии Генерального штаба (окончившие полный курс Николаевской Академии Генерального штаба) и причисленные к Генеральному штабу (то есть имевшие право со временем получить должность по Генеральному штабу).
- Вахтенный офицер в русском императорском флоте — помощник вахтенного начальника.

Офицерам армейской кавалерии, а также в полевых конных и пеших артиллерийских батареях, всем офицерам, кроме командиров полков и батарей, полагались казённые лошади; в гвардии казённая лошадь полагалась только для заведующих командами разведчиков (по одной на эскадрон).
В 1866 году были утверждены правила, по которым офицерам запрещалось жениться ранее достижения возраста 23 лет. До 28 лет офицеры могли жениться с лишь разрешения своего начальства и в общем случае только в случае предоставления ими имущественного обеспечения реверса, принадлежащего офицеру, невесте или обоим (не менее 250 руб. чистого дохода в год). При подаче офицером заявления о желании жениться командир полка обязан был решить вопрос о пристойности брака. Офицерам запрещалось жениться на артистках и на разведённых, взявших при разводе вину на себя.

«С течением времени комплектование офицерского корпуса все более затрудняется. С открыванием большого числа новых путей для деятельности лиц энергичных, образованных и знающих в армию идут наряду с людьми, имеющими призвание к военной службе, также неудачники, которым не повезло на других дорогах».— Из доклада царю военного министра А. Н. Куропаткина, 14 марта 1900 года.
После Японской войны, в ходе военной реформы Николая II, в период с 1905 года по 1906 год, был введён упрощённый порядок увольнения с военной службы в запас и отставку престарелых и иных несоответствующих служебному предназначению офицеров и генералов, по решениям различных аттестационных комиссий. Было уволено около 7000 офицеров, в том числе 4300 по возрасту или несоответствию их служебному предназначению. Для увольняемых в запас и отставку офицеров, в мае 1906 года, были временно введены повышенные пенсии, позволившие снять социальную напряжённость командного и руководящего состава армии, флота и других формирований. На данной основе был издан, подготовленный правительством П. Столыпина, новый пенсионный устав, в 1912 году, обеспечивающий отставным офицерам с большой выслугой лет, приемлемую жизнь в отставке и запасе. С 1909 года в ВС России было значительно повышено жалование строевых офицеров и генералов.
В Российской империи в 1912 году 53,6 % офицеров (в пехоте — 44,3 %; в кавалерии — 100 %) происходили из дворян, 25,7 % — из мещан и крестьян, 13,6 % — из почётных граждан, 3,6 % — из духовенства и 3,5 % — из купцов. Однако во время Первой мировой войны социальный состав офицерского корпуса России значительно изменился.

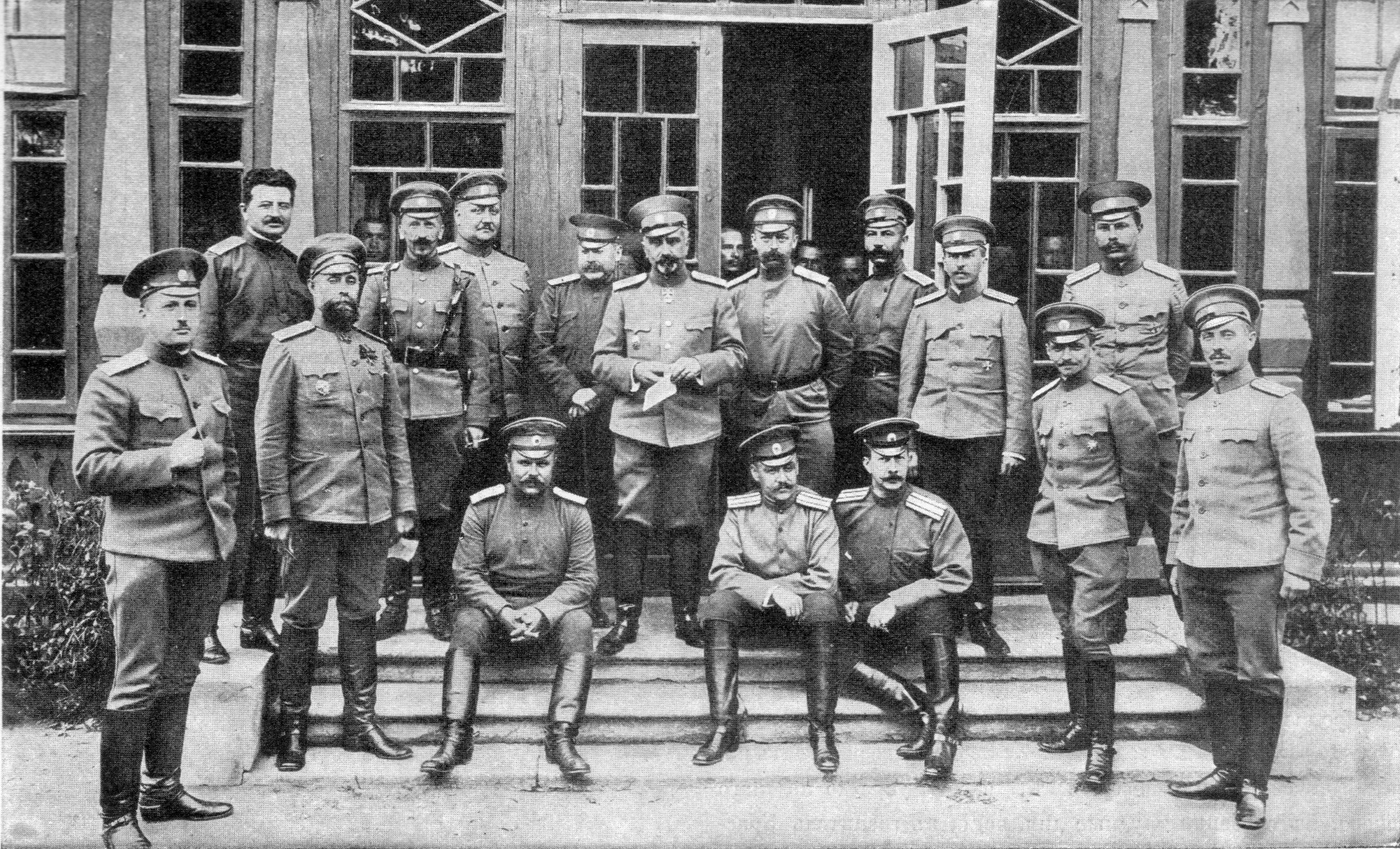
Ставка Верховного Главнокомандующего, 1914 год, генерал-квартирмейстер, генерал-лейтенант Ю. Н. Данилов и чины его управления.

Однажды генерал Келлер потребовал для охраны своего штаба, разместившегося в Кимполунге, пехотный батальон. Наш 409-й полк, находившийся в резерве, оказался подчинённым ему. Послали первый батальон, во главе которого после потери в боях большого числа офицеров оказался я. Прибываю в расположение кавкорпуса и докладываю начальнику штаба. Тот удивленно смотрит на меня, интересуется, сколько мне лет (мне шёл тогда 22-й год), и уходит в другую комнату здания. Оттуда выходит Келлер, человек огромного роста, с улыбкой смотрит на меня, затем берёт мою голову в свои ручищи и басит: «Еще два года войны, и все вчерашние прапорщики станут у нас генералами!».
— А. М. Василевский, «Дело всей жизни»
За войну, после ускоренного курса обучения (3 месяца) или за храбрость, было произведено в офицеры около 220 тысяч человек «офицеров военного времени», в том числе около 80 тысяч из военных училищ и около 110 тысяч из школ прапорщиков (на начало войны, в вооружённых силах Российской империи, на службе находилось примерно 46 тысяч офицеров). Генерал Н. Н. Головин свидетельствовал, что из 1000 прапорщиков, прошедших школы усовершенствования под его командованием (7-я армия), около 700 происходило из крестьян, 260 из мещан, рабочих и купцов и 40 из дворян. Офицерский корпус к этому времени включал в себя практически всех годных к военной службе лиц, имевших образование в объёме гимназии, реального училища и им равных учебных заведений. Кроме того, в составе офицерского корпуса оказалось несколько десятков тысяч людей с более низким уровнем образования.

Среди офицерского состава, в том числе и в нашем полку, чувствовалась некоторая растерянность. Значительная часть кадрового офицерства, монархически настроенная и не желавшая вообще никакой революции в стране, откликнулась в августе на призыв нового верховного главнокомандующего генерала Л. Г. Корнилова и была официально направлена в его распоряжение. Другая часть офицеров, особенно из тех, что пришли в армию в период войны (прежде всего наиболее прогрессивная в 26-м корпусе нашего фронта), постепенно сближалась с солдатскими массами.
— А. М. Василевский. «Дело всей жизни»
Как пишет Л. Д. Бронштейн (Троцкий) в Главе Наступление, Истории Русской Революции, том 1, «Генерал Брусилов очень отчётливо охарактеризовал в начале мая, на совещании в ставке, состояние командного состава: 15 % — 20 % приспособились к новым порядкам по убеждению; часть офицеров начала заигрывать с солдатами и возбуждать их против командного состава; большинство же, около 75 %, не умело приспособиться, обиделось, спряталось в свою скорлупу и не знает, что делать. Подавляющая масса офицерства была к тому же никуда не годна с чисто военной точки зрения.»
К концу 1917 года в живых оставалось (включая находившихся в плену, ещё не вернувшихся в строй по ранениям и уволенных в отставку) примерно 320 тысяч офицеров. Революция и гражданская война положили конец существованию офицерского корпуса Российской империи.
Большинство офицеров либо погибло в ходе гражданской войны и красного террора (до 90 тысяч), либо оказалось в эмиграции (до 100 тысяч), либо было расстреляно или погибло в тюрьмах и лагерях в 1920—1930-е годы, либо перешло на службу в РККА.

21 марта, в тот самый день, когда было отменено выборное начало в Красной Армии (приказом Высшего военного совета РСФСР), Всероссийская коллегия обратилась к специалистам военного дела, ко всем офицерам старой армии с призывом идти в РККА на командные должности.
— А. М. Василевский. «Дело всей жизни»

### Советский период

#### РККА

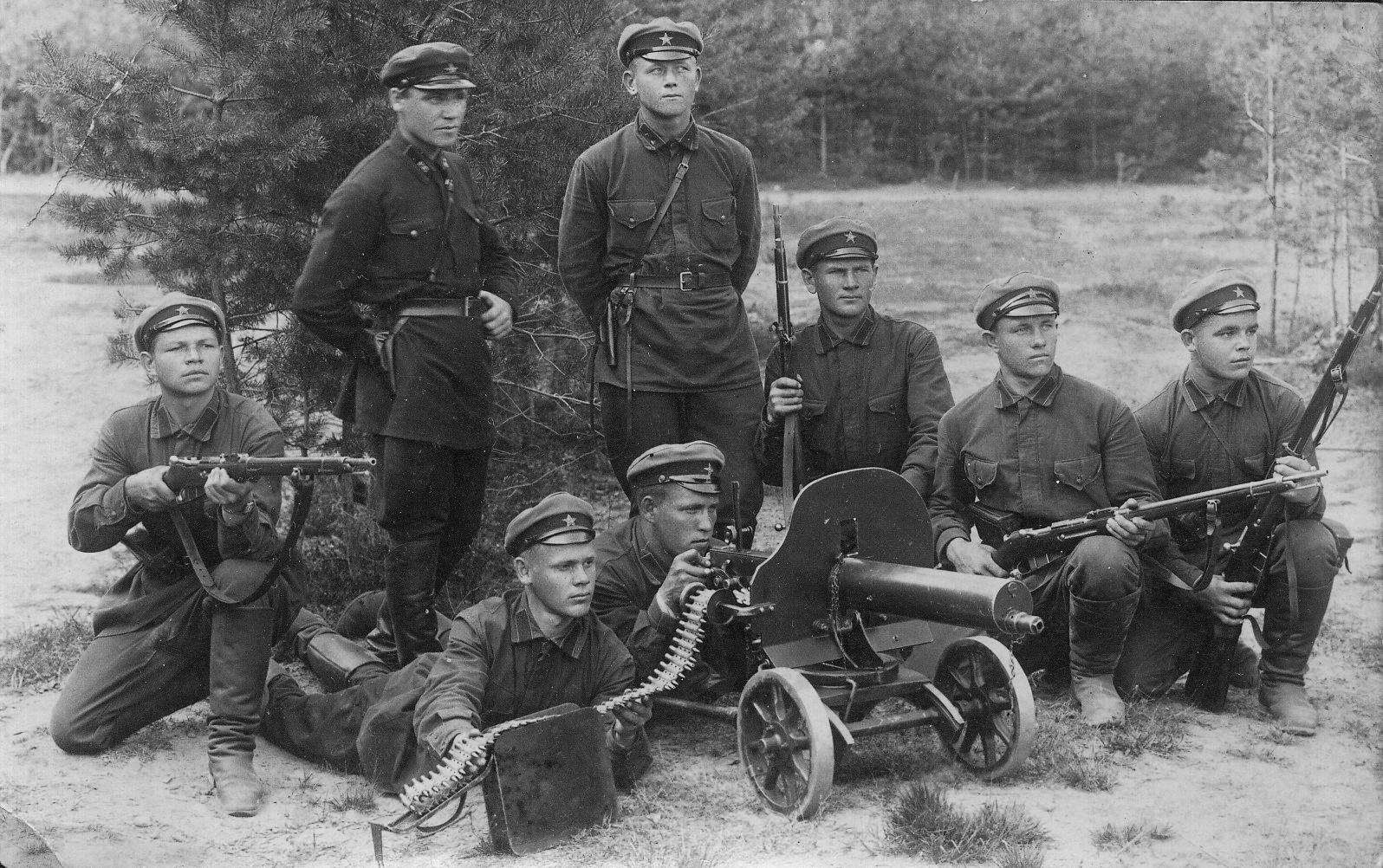
Командиры и бойцы РККА, 1930 г.

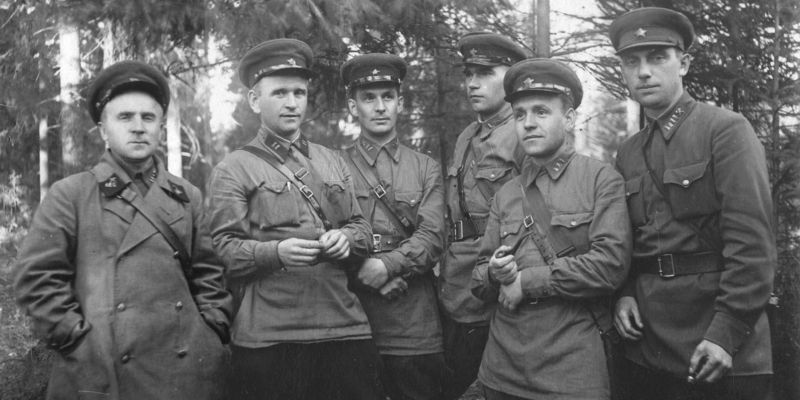
22 июля 1942 год. Офицеры Ленинградского фронта.

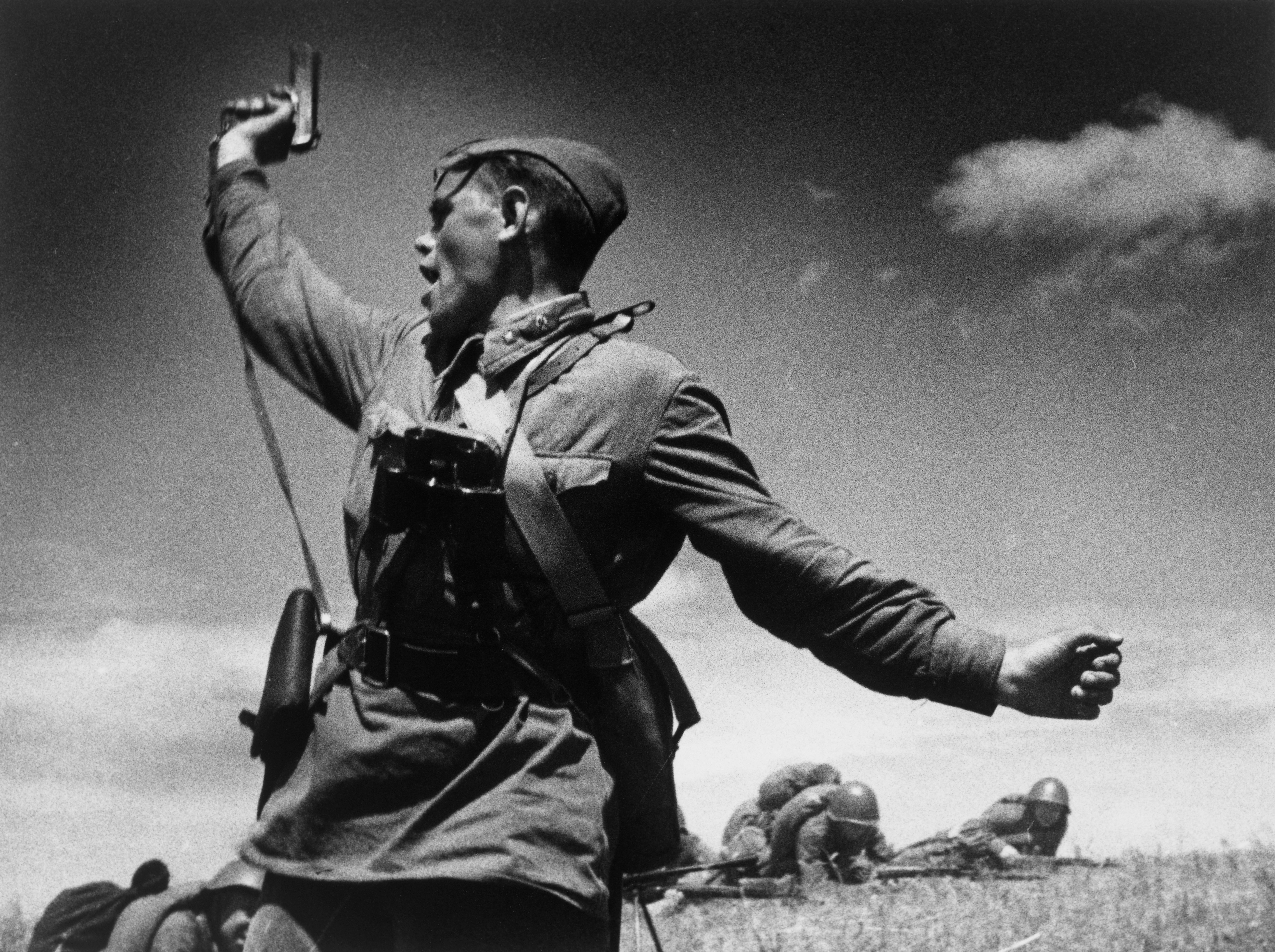
«Комбат» — знаменитая фотография М. Альперта

1 марта 1917 года Совет рабочих и солдатских депутатов издал приказ № 1 «О демократизации бывших армии и флота», который уравнивал солдат и офицеров в гражданских правах, предусматривал создание солдатских комитетов, разрешал политическую деятельность в войсках, отменял титулование офицеров.
16 декабря 1917 года понятие «офицер» было упразднено. Упомянутый в популярном «Марше Будённого», созданном не позднее 1923 года, «первый красный офицер» — не является архаизмом старорежимного автора. так как «День красного офицера» был организован военно-учебным управлением Всероссийского главного штаба с целью привлечения внимания широких масс трудящихся к делу создания и воспитания кадров советского командного состава.
После Октябрьской революции 1917 года, в связи с ликвидацией сословий, военные чины и звания были упразднены. Слово «офицер» было заменено словом «командир», вместо воинских званий использовались воинские названия должностей, например, «комдив» (командир дивизии), или «комкор» (командир корпуса). В 1924 году введены «служебные категории», от К-1 (низшей) до К-14 (высшей), соответствующие опыту и квалификации командира. При обращении к командиру, должность которого была неизвестна, следовало называть соответствующую категории должность, например, «товарищ комполка» для К-9. В качестве знаков различия использовались треугольники (для младшего комсостава К 1 и 2), квадраты (для среднего комсостава К 3-6), прямоугольники (для старшего командного состава К 7-9) и ромбы (для генералитета К-10 и выше). Рода войск различались по цвету петлиц, погон не было.
22 сентября 1935 года служебные категории были отменены и были введены персональные звания. Они представляли собой смесь названий должностей и традиционных званий, например, «комдив». Отдельные звания были введены для политработников («бригадный комиссар», «комиссар армии 2 ранга»), для технических служб («инженер 3 ранга», «дивизионный инженер»), для медработников.
7 мая 1940 года были введены персональные звания «генерал», «адмирал», заменившие прежние «комдив», «командарм» и прочие. 2 ноября 1940 года были отменены должностные ранги для младшего командного состава и введено звание подполковника.
В начале 1942 года звания технических и тыловых служб были приведены в соответствие с традиционными («инженер-майор», «инженер-полковник»). 9 октября 1942 года была отменена система политических комиссаров вместе с особыми званиями. Должностные звания остались только для медицинской, ветеринарной и юридической служб.
В начале 1943 года прошла унификация уцелевших должностных званий. Снова вернулось в официальный лексикон слово «офицер» для командиров и начальников среднего и старшего командного состава (комсостав), вместе с погонами.
В период Великой Отечественной войны военно-учебными заведениями и курсами было подготовлено командного состава:
- 1941 год — свыше 233 тысяч человек;
- 1942 год — 575 тысяч человек;
- 1943 год — более 402 тысяч человек;
- 1944 год — 317 тысяч человек;

Всего: более 1,6 млн человек.

#### Советская АрмияиВМФ
В 1960-е годы, в ВС Союза ССР, в связи нехваткой младших офицеров на первичные должности (ранее уволенных в запас, в период «хрущёвских» реформ), при военных училищах были созданы курсы по подготовке младших лейтенантов. К обучению на данных курсах, которое продолжалось 10 месяцев, привлекались изъявившие желание солдаты срочной службы отслужившие более года и сверхсрочнослужащие. Также для выпускников данных курсов, получивших звание младший лейтенант, были созданы дополнительные курсы длительностью в три месяца, которые назывались «экстернат», по окончании которых присваивалось последующее воинское звание лейтенант.
В ВС Союза также были:
- Офицер для поручений
- Офицер наведения
- Офицер наведения и целеуказания
- Офицер связи
- Офицер запаса
- Офицер в отставке

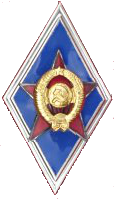
Нагрудный знак для лиц, окончивших высшие военно-учебные заведения Вооружённых Сил СССР — высших военных училищ и военных институтов

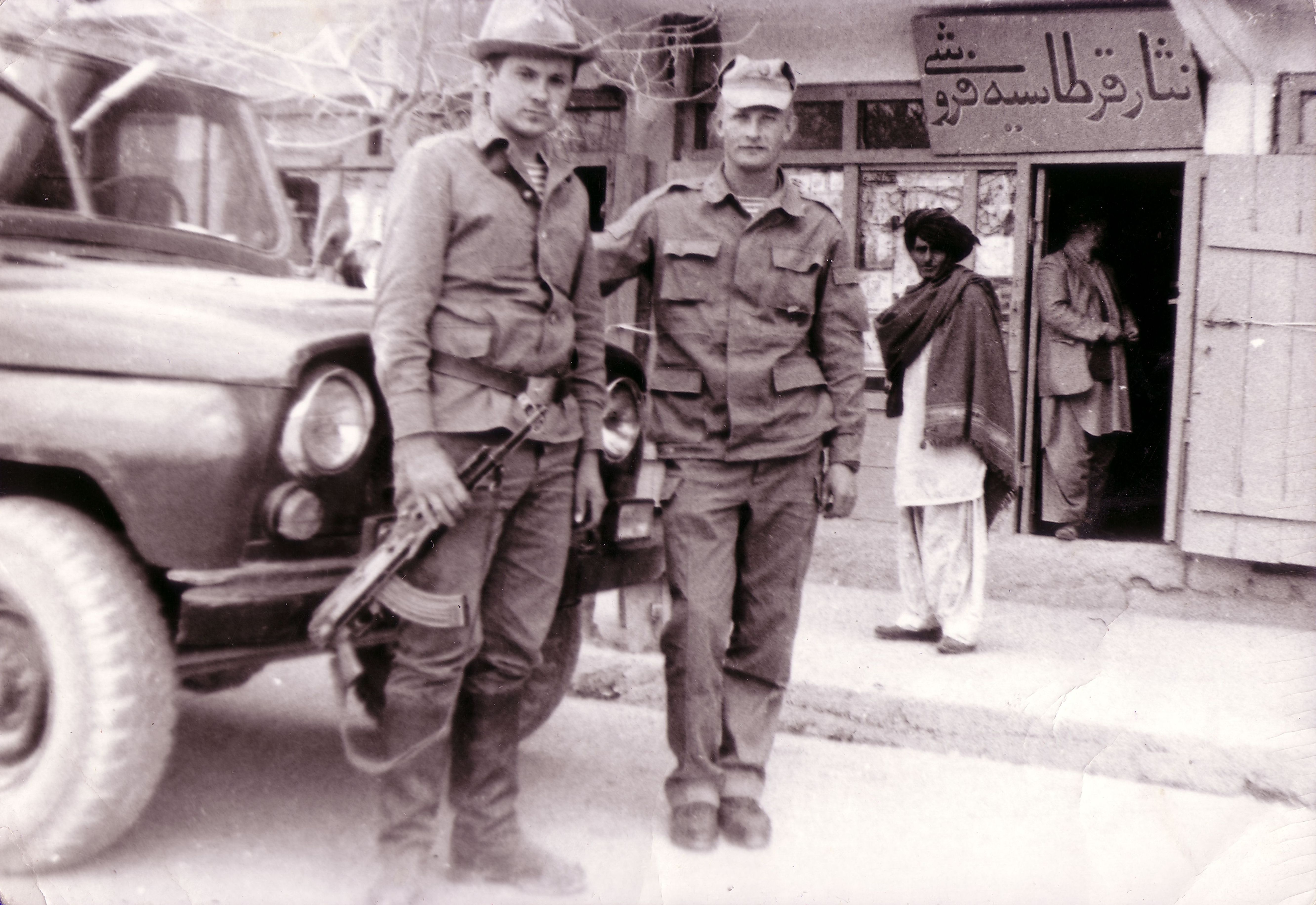
Военнослужащие 56-й отдельной десантно-штурмовой бригады 40-й армии отдельного контингента советских войск в Афганистане. Слева с автоматом — водитель-рядовой, справа — начальник службы вооружения бригады, капитан. Город Гардез, 1987 год

В Союзе ССР офицерские товарищеские суды чести существовали вплоть до 1992 года.

### Российский период
В современной России, офицер — должностное лицо в Российской Федерации, министерства или ведомства, в котором Федеральным законом № 53-ФЗ (редакция от 24 сентября 2022 года) «О воинской обязанности и военной службе», от 28 марта 1998 года, предусмотрена военная служба (Вооружённые Силы, Служба внешней разведки и Федеральная служба безопасности, и некоторые должности Министерства чрезвычайных ситуаций, на которых предусмотрена военная служба).
В других министерствах и ведомствах России данные должностные лица именуются не офицер, а средний, старший или высший начальствующий состав. Офицер может получать воинское, специальное звание или классный чин сообразно своему образованию, опыту службы и заслугам. Он может быть уполномочен занимать командную должность в силовых структурах государства согласно своему званию и профилю подготовки.
В соответствии со статьёй 46 Федерального Закона «О воинской обязанности и военной службе», воинские звания (войсковые и корабельные) делятся на следующие составы:
- Высшие офицеры (Маршал Российской Федерации, генералы и адмиралы);
- Старшие офицеры (войсковые звания от майора до полковника включительно, корабельные соответственно от капитана 3 ранга до капитана 1 ранга);
- Младшие офицеры (от младшего лейтенанта до капитана, капитан-лейтенанта включительно);
- Прапорщики и мичманы;
- Солдаты, матросы, сержанты и старшины.

В соответствии с пунктом 1, статьи 2 Федерального Закона «О статусе военнослужащих», к военнослужащим относятся офицеры, проходящие военную службу по контракту и призыву.
В современной России офицером может стать любой желающий, достигший определённого возраста, годный по состоянию здоровья, получивший соответствующее образование и отвечающий определённым требованиям. В ряде гражданских вузов существуют военные кафедры (факультеты) при вузах, выпускникам которых присваивается воинское звание офицера запаса (лейтенант). Существуют военные вузы. Выпускникам таких учебных заведений также присваивается звание лейтенанта.

#### Офицеры в силовых структурах России
Законодательно в силовых структурах, где не предусмотрена военная служба, понятия «офицера» нет. В свою очередь, федеральный закон от 28 марта 1998 года «О воинской обязанности и военной службе» не даёт понятие офицера как такового, и лишь упоминает существование воинского звания офицера в вооружённых силах и других формированиях, где предусмотрена военная служба. Уточнение «воинские», по мысли законодателя, означает, что офицерское звание может быть не воинским. Фактически, звания от младшего лейтенанта и выше (не зависимо от того, воинское это звание или специальное) традиционно рассматривались как офицерские, что находило своё отражение и на официальном уровне. Так, например, в Уставе внутренней службы ОВД, утверждённом приказом МВД СССР от 06 марта 1979 года № 80, содержалось следующее положение: «При проведении совещаний, учебных занятий и других служебных сборов лиц среднего, старшего и высшего начальствующего состава для отдания чести прямым начальникам подаётся команда „Товарищи офицеры“». Это правило неуклонно соблюдается и по сей день, притом, законодательно, понятия «офицер» для сотрудников ОВД не существовало и в советское время.
В ФСО, ФСБ, СВР имеются офицерские должности в соответствии с Федеральным законом «О воинской обязанности и военной службе».

##### МВД России
Законодательно термин «офицер» в системе органов внутренних дел не применяется. Имеются должности среднего, старшего и высшего начальствующего состава, по которым предусмотрено присвоение специальных званий, для проходящих службу или находящихся в отставке после прохождения службы. В полиции категория «начальствующий состав» включает в себя часть служащих, которая по воинской терминологии является командным составом и исключительно офицерским: командиры взводов, рот, батальонов, полков (строевые подразделения ППС, ДПС, ранее — ОМОН, СОБР). В настоящее время в органах внутренних дел возрождена деятельность «офицерских собраний», с утверждением соответствующих положений на официальном уровне.

##### СК России
Законодательно термин «офицер» в системе СК России не распространяется (кроме военных следователей). Имеются должности, по которым предусмотрено присвоение специальных званий для проходящих государственную службу на соответствующих должностях в следственных органах и учреждениях Следственного комитета Российской Федерации (кроме военных).
Проходящие военную службу в военных следственных органах СК России являются офицерами и имеют воинские звания от младшего лейтенанта до генерала армии в соответствии с законом «О воинской обязанности и военной службе».

##### ГФС России
Имеются должности офицера и старшего офицера фельдсвязи, хотя сами сотрудники, за исключением директора ГФС России, не являются военнослужащими, имеют специальные звания внутренней службы.

##### Военная прокуратура России
Имеются офицерские должности для проходящих военную службу в органах и организациях военной прокуратуры России имеют воинские звания в соответствии с законом «О воинской обязанности и военной службе».

##### МЧС России
Имеются должности, по которым предусмотрено присвоение специальных званий. Имеются офицерские должности для проходящих военную службу или находящихся в запасе или отставке после прохождения службы. Военнослужащие войск гражданской защиты и военизированных противопожарных подразделений, имеющие воинские звания младшего, старшего и высшего командного состава в соответствии с законом «О воинской обязанности и военной службе»).

##### Федеральная служба войск национальной гвардии Российской Федерации (Росгвардия)
Предусмотрены воинские звания в войсках национальной гвардии Российской Федерации (бывшие внутренние войска МВД России), и специальные звания полиции в подразделениях выведенных из состава МВД России (Указ Президента РФ от 05.04.2016 № 157), таких как вневедомственная охрана и отделы (отделения) лицензионно-разрешительной работы. Также в настоящий момент специальные звания полиции имеют сотрудники ОМОН, СОБР и авиации.

###### = Федеральная служба судебных приставов (ФССП России) =
Имеются должности, по которым предусмотрено присвоение специальных званий. В структуре есть должности младшего, среднего, старшего и высшего начальствующего состава, хотя сами сотрудники не являются военнослужащими.

###### = Федеральная служба исполнения наказаний (ФСИН России) =
Имеются должности, по которым предусмотрено присвоение специальных званий. В структуре есть должности младшего, среднего, старшего и высшего начальствующего состава. Тем не менее в приказе ФСИН России от14.09.2021 N 784 «Об утверждении правил ношения сотрудниками УИС РФ форменной одежды, ведомственных знаков отличия, знаков различия» упоминается такой термин, как «офицер», а именно в статье 73.

## Офицеры в англоязычных странах

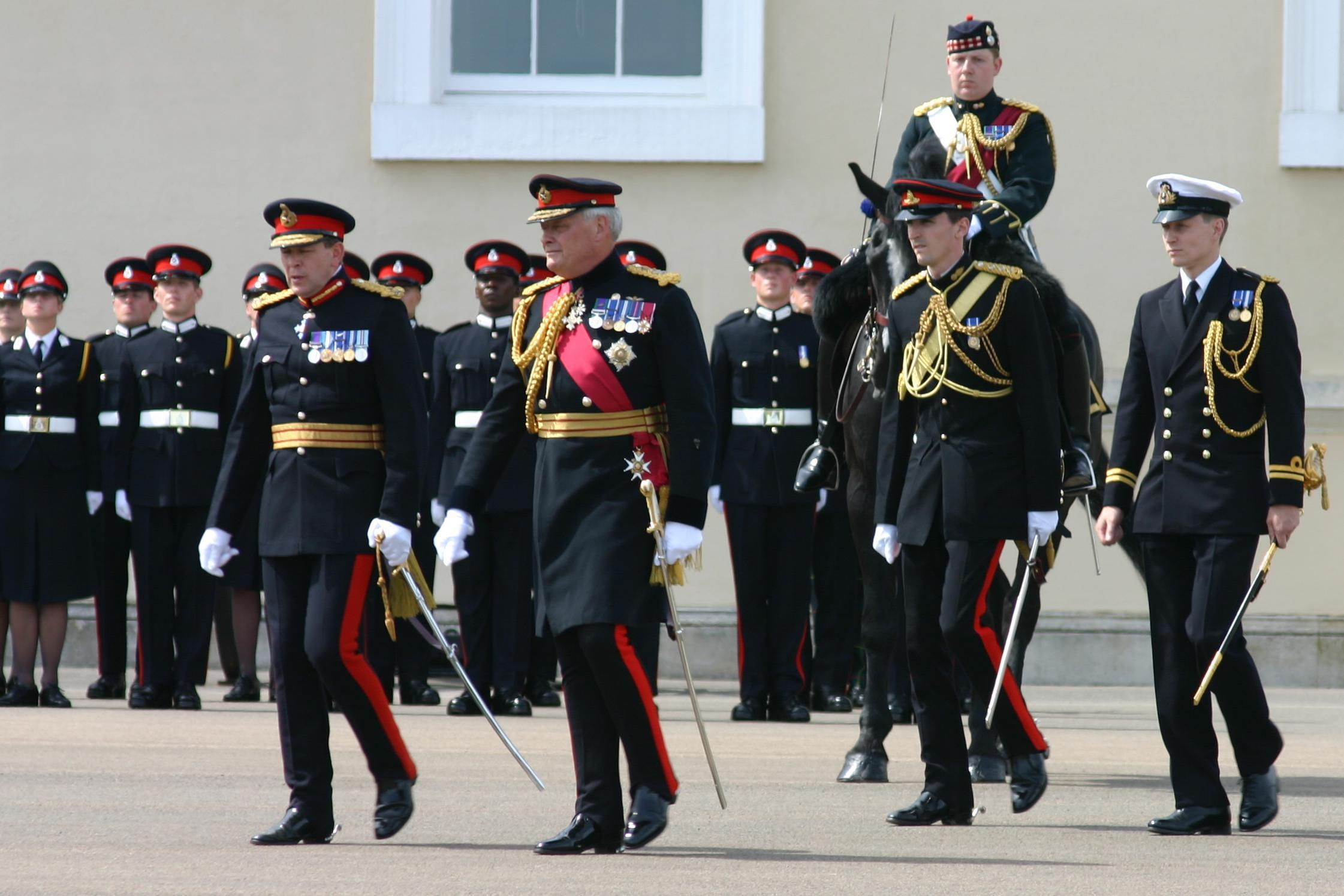
Офицеры Королевских вооружённых сил Великобритании

Несколько иначе понимается категория «офицер» в странах с европейской системой права, к примеру в США, Великобритании и других. Значение слова «офицер» (англ. officer) — «служащий/сотрудник», не обязательно военный. Кроме вооружённых сил, офицеры в этих странах служат в полиции, таможенных и налоговых органах, военизированной пожарной охране и на станциях скорой помощи, в государственных органах, контролирующих иммиграцию. Любой британский полицейский является «офицером полиции» (англ. police officer), а внутрислужебный ранг определяется званием (примеры званий: констебль, сержант, инспектор). В США (англ. police officer) — «сотрудник полиции» может быть одним из низших рангов, наряду с «детективом полиции», «сержантом полиции», «лейтенантом полиции».
В вооружённых силах различают офицеров на комиссии (англ. соmmissioned officers) и без комиссии (англ. non-commissioned officers) в зависимости от наличия государственного сертификата об офицерской должности (англ. commission).

### Офицеры на комиссии
Офицеры на комиссии (англ. соmmissioned officers) получают государственный сертификат (комиссия, офицерский патент, англ. commission) от главы государства или главнокомандующего вооружёнными силами. Комиссия выдаётся младшим и старшим офицерам (в звании от лейтенанта до полковника в сухопутных войсках и от энсина/мичмана до капитана в ВМС) и даёт право командовать крупными войсковыми подразделениями и иными военизированными формированиями.
В развитых странах комиссию, как правило, получают только офицеры с университетским образованием, закончившие специализированный военный колледж или прошедшие двухгодичные курсы подготовки офицеров запаса. Они обычно проходят обучение по теории и практике управления, а также по специальным предметам. Специалисты востребованных гражданских специальностей — например, медики — могут получить прямое назначение англ. direct commission, не проходя офицерских курсов. Также распространено повышение из офицеров без комиссии, не имеющих военного образования — например, в ходе боевых действий.
Не обязательно университетское образование для офицеров вооружённых сил Австралии, Великобритании, Непала, Пакистана (кроме военно-воздушных сил), Швейцарии, Сингапура, Израиля и Новой Зеландии. В израильской армии университетское образование необходимо только для продвижения в старший офицерский состав. В пакистанской армии обучение офицеров приравнено к степени бакалавра.
В Вооружённых силах США офицерских званий намного больше, чем должностей, так, например, в сухопутных войсках 3700 полковников, но только 33 манёвренные бригады. В сухопутных войсках США офицеры составляют 14,3 % общей численности личного состава.

### Офицеры без комиссии
Офицеры без комиссии (англ. non-commissioned officers) получают ограниченные права командования небольшими подразделениями при повышении из рядовых.
В военно-морском флоте иностранных государств офицеры без комиссии нередко именуются петти-офицерами или матами, а в прочих видах войск — сержантами и капралами (унтер-офицерами). Хотя они проходят некоторое дополнительное обучение, обычно их функции ограничиваются руководством по своей специальности. В странах, где принята служба по призыву, в том числе в России, их считают профессиональными солдатами, а не офицерами.
Обязанности в разных странах могут быть разными, в США и Великобритании именно этот состав считается «хребтом вооружённых сил».

#### Уорент-офицеры
В особую группу офицеров без комиссии часто выделяются их старшие звания — уорент-офицеры, которые присваивают по специальному ордеру (англ. warrant) от министра обороны или командующего родом войск. В США такое звание может быть присвоено техническому специалисту, например, пилоту вертолёта или специалисту по информационным технологиям.